# Agus Ruiz
Agustín Ruiz Ruiz (Santander, Cantabria, 17 de abril de 1979), conocido como Agus Ruiz, es un actor y músico español. 
Es conocido por su papel de García en Spinnin, junto a Alejandro Tous, o de Borja en Eva y kolegas. También participó en la serie Amar en tiempos revueltos (quinta temporada), en el papel episódico de Felipe. 
Estudió Arte Dramático en la escuela del Palacio de Festivales de Cantabria, en Londres (The Method) y en la escuela de Juan Carlos Corazza en Madrid.
De carácter emprendedor, ha fundado compañías teatrales. En Santander, la compañía La Jaula, junto al actor Carlos García (con quien también ha coincidido en la banda de rock  Días Extraños), y en Madrid la compañía Teatro Sin Red, junto a los actores Laia Alemany, María Besoy y Jesús Sarmiento.

## Cine
- On My Mind (Nacho Solana, 2011). Cortometraje.
- Estrella fugaz (Lilí Cabrera y Valerio Veneras, 2009). Cortometraje.
- Spinnin (Eusebio Pastrana, 2007), como García.
- El espejo (Lilí Cabrera y Valerio Veneras, 2006). Cortometraje.

## Televisión
- Valeria (2020), como Jefe de Adrián
- Desaparecidos (2020), como Mikel Solsona
- White Lines (2020), como Cristóbal
- Mercado Central (2019), como Javier
- El Ministerio del Tiempo (2017), como Arteche.
- La que se avecina (2016), como Julio. Capítulo "Una invidente, unos genes ligerillos y un mayorista reciclado" (25 de mayo de 2016)
- Acacias 38 (2016), como Ginés
- Carlos, Rey Emperador (2015), como Francisco Maldonado
- Isabel (2012), como soldado aragonés
- stamos okupa2 capítulo "Brikowoman llama" (23 de noviembre de 2012)
- Aída capítulo "Los profesores chiflados (28 de octubre de 2012)
- Amar en tiempos revueltos (2010), como Felipe.
- Eva y Kolegas (2008), como Borja.

## Teatro
- Viaje hasta el límite (2025), de Luis Martín-Santos.
- Macbeth (2020), de William Shakespeare.
- Escuadra hacia la muerte (2016), de Alfonso Sastre
- El burlador de Sevilla, Teatro Español. Personaje: Catalinón (2015)
- Julio César de William Shakespeare, (2013) interpretando a Casca
- La Isla de Athol Fugard, (2012).
- Romeo y Julieta de William Shakespeare, (2011).
- Abrevia T, montaje sobre textos de Cervantes, Molière y Chéjov, (2010-11).
- El galo moribundo de Craig Lucas, (2010).
- Divinas palabras de Valle-Inclán, (2001).
- La Isla de Athol Fugard, (2001).